# Iris Pruysen
Iris Pruysen (Zwijndrecht, 26 november 1987) is een Nederlands atlete. Zij is gespecialiseerd in de 100 m en het verspringen.
Pruysen kwalificeerde zich in 2012 tijdens de Bayern International voor de Paralympische Zomerspelen 2012 in Londen. Ze komt uit in de klasse T/F44 en is fulltime-atleet.

## Persoonlijke records
| Onderdeel   | Klasse | Prestatie | Datum        | Plaats    | Opmerkingen |
| ----------- | ------ | --------- | ------------ | --------- | ----------- |
| 100 m       | T/F44  | 14,59 s   | 7 juli 2013  | Hilversum |             |
| 200 m       | T/F44  | 29,70 s   | 8 juni 2013  | Hengelo   |             |
| verspringen | T/F44  | 5,21 m    | 14 juni 2013 | Berlijn   |             |

## Galerij

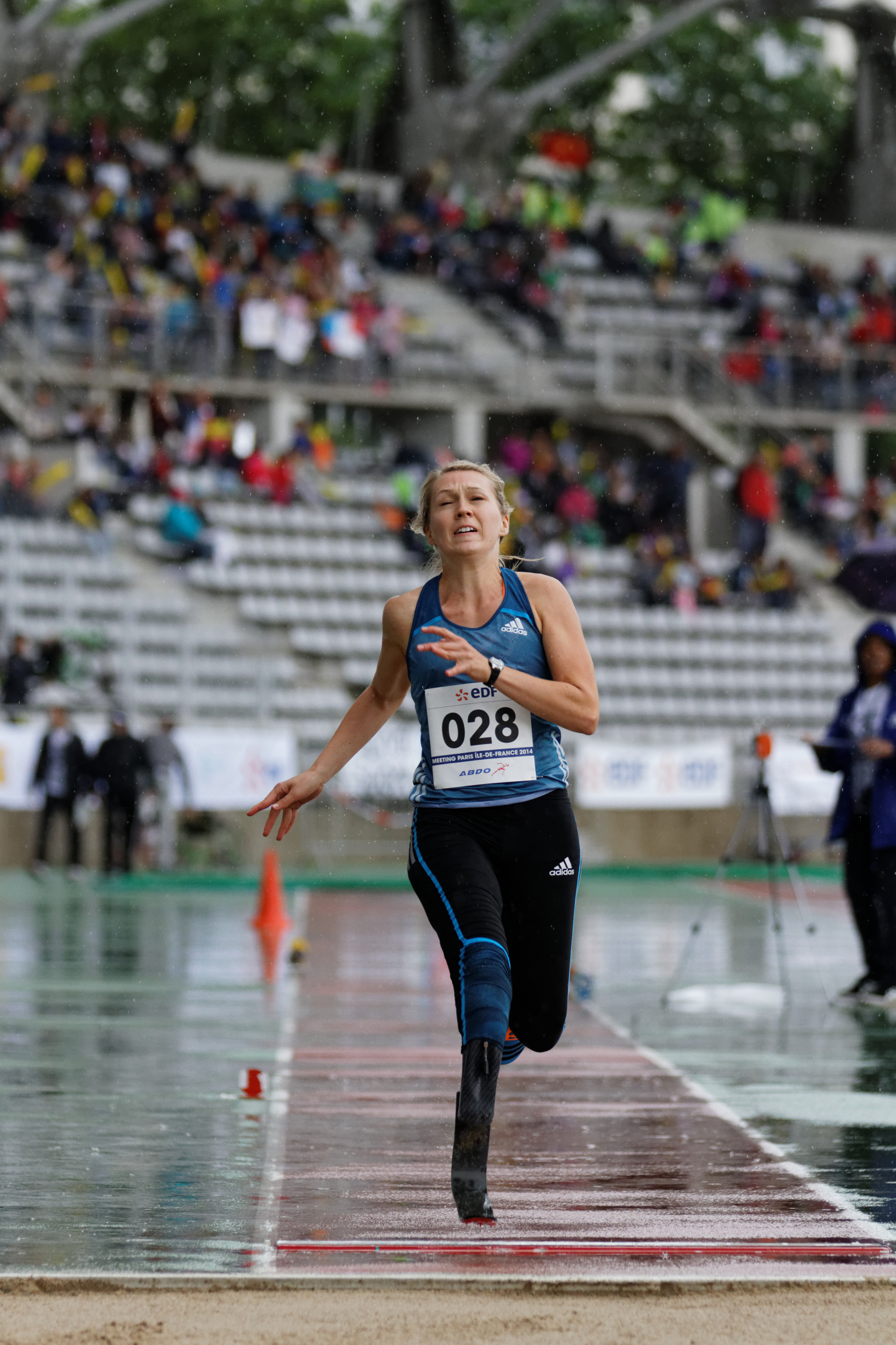
d'Athlétisme Paralympique de Paris
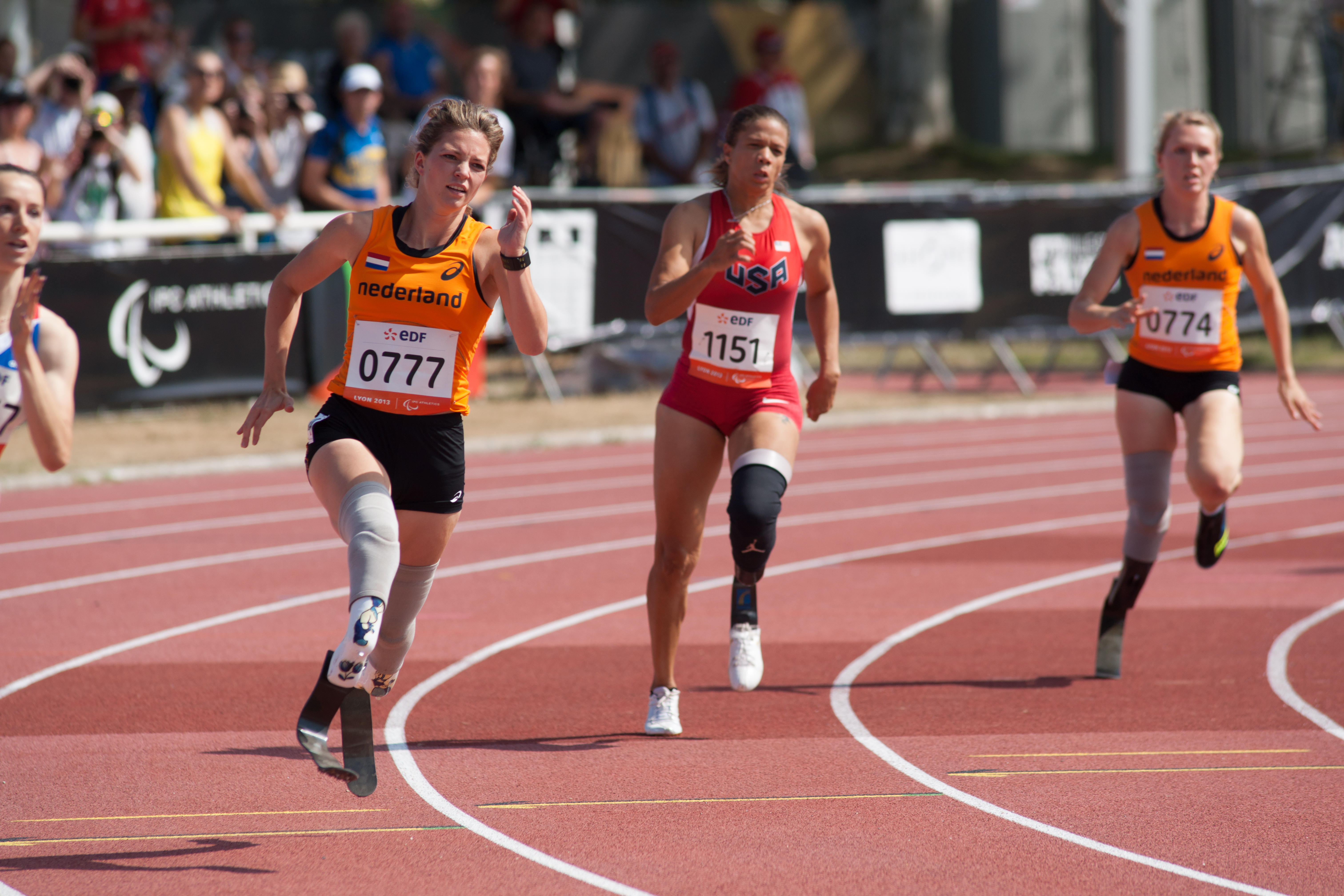
2013 IPC Athletics World